# Common rail
Common rail (z ang. wspólna szyna) – odmiana elektronicznie sterowanego systemu bezpośredniego wtrysku paliwa w silnikach wysokoprężnych.

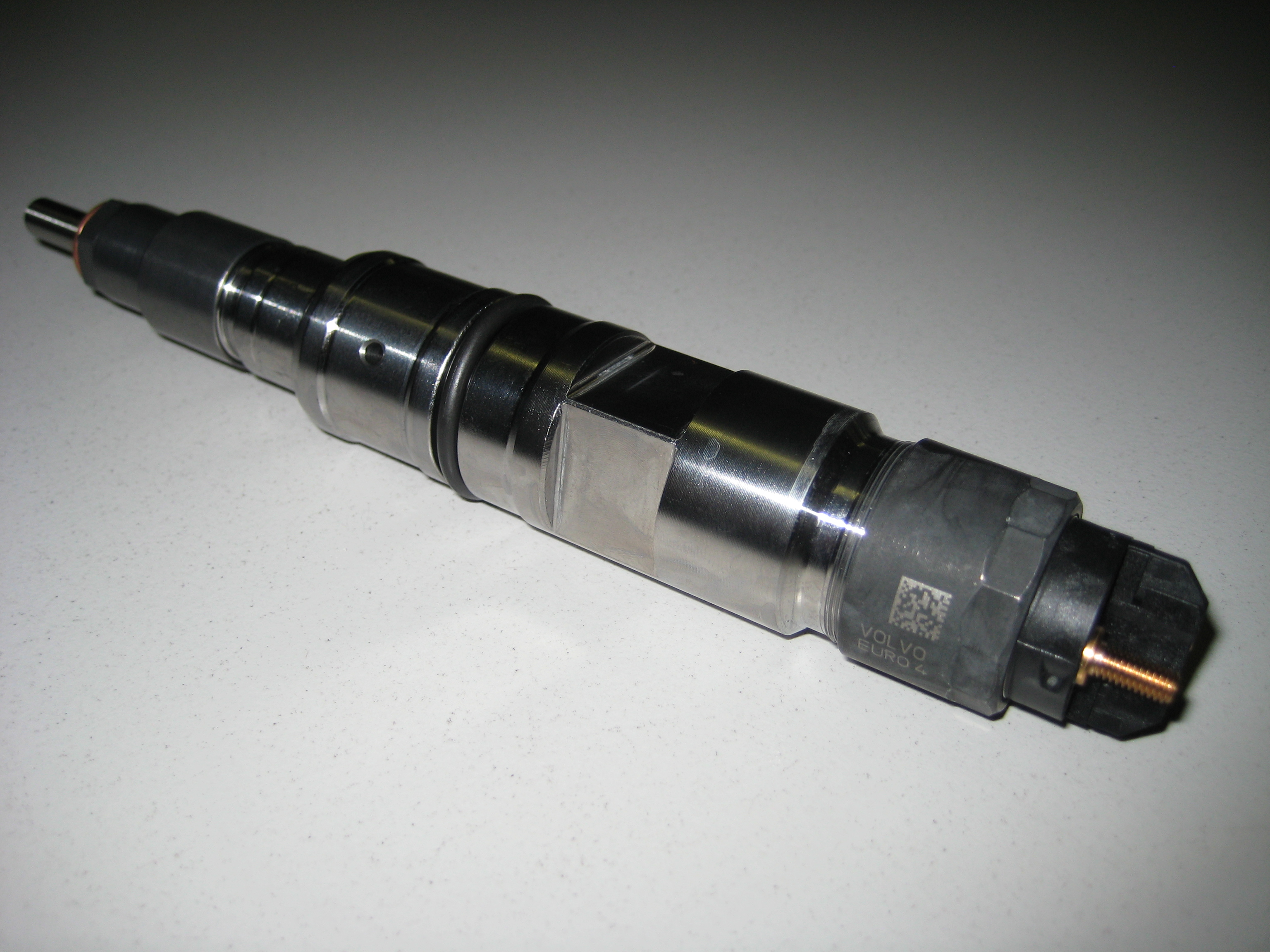
Wtryskiwacz Common rail firmy Bosch

## Zasada działania
W tradycyjnym układzie wtrysku paliwa w silnikach Diesla, pompa sekcyjna wytwarza ciśnienie dla poszczególnych cylindrów w określonych momentach. Otwiera ono wtryskiwacz, w wyniku czego paliwo zostaje rozpylone w cylindrze lub komorze spalania. Ten system wymaga korektora dawki paliwa (przy pompie sekcyjnej), gdyż dawka paliwa nie powinna rosnąć przy wzroście obrotów (bez tego silnik charakteryzowałby się niestatecznością obrotów).
W systemie tym wyeliminowano komory wstępne i wirowe, a wtryskiwacz dozuje paliwo bezpośrednio do cylindra. W przeciwieństwie do wprowadzonych przez Audi w roku 1989 jednostek TDI zmieniono jednak system zasilania. W układzie common rail paliwo jest tłoczone nie bezpośrednio do wtryskiwacza, ale do wspólnej szyny, będącej akumulatorem paliwa.
Otwarcie wtryskiwaczy następuje poprzez wysłanie impulsu elektrycznego i uniesienie iglicy uwalniającej paliwo. Pozwala to na zastosowanie strategii wtrysków wielokrotnych dzieląc fazę wtrysku na więcej podfaz (split injections). Specjalnie zestrojone elektrowtryskiwacze umożliwiają wykonanie nawet 8 faz wtrysków paliwa podczas jednego cyklu pracy, zapewniając wyższą sprawność, lepszą elastyczność (stopniowe narastanie spalania) i eliminację szkodliwych substancji (fazy ostatnich wtrysków). Dodatkowo 10-krotnie większe niż w starych dieslach ciśnienie wtrysku paliwa do cylindra pozwala na zastosowanie małych otworów rozpylacza tworzących idealną mgłę paliwową.
Małe otwory rozpylacza i wysokie ciśnienie wtrysku sprawiają, że rozkalibrowanie otworów następuje przy minimalnym zabrudzeniu paliwa. Wyeliminować mają to doskonałe filtry paliwa. Jednakże ogromne znaczenie ma tu również jakość paliwa, gdyż paliwo zasiarczone może zniszczyć układ zasilania.

## Charakterystyka
Silniki z układem zasilania typu Common Rail charakteryzują się (w porównaniu z układami zasilania wcześniejszych typów):
- równiejszą pracą,
- lepszym spalaniem paliwa,
- wysoką sprawnością termodynamiczną,
- mniejszym wydzielaniem ciepła,
- mniejszym hałasem,
- mniejszą emisją spalin
- łatwością uzyskania wysokich parametrów użytkowych (moc, moment obrotowy).Schemat wtryskiwacza common rail w języku angielskim.

Schemat wtryskiwacza common rail w języku angielskim.

Jedną z głównych cech układu Common Rail jest możliwość tworzenia stałego ciśnienia niezależnie od momentu pracy silnika. Możliwe jest to na podstawie map zapisanych w sterowniku silnika. Układ Common Rail pozwala też na kontrolę wysokiego ciśnienia na podstawie danych z czujnika ciśnienia. Nowy zawór regulacji ciśnienia Bosch obniża ciśnienie w szynie Rail do wartości otoczenia, kiedy jest w stanie bezprądowym. Dzięki temu ograniczone zostaje powstawanie bąbelków powietrza, które pojawiają się w wyniku chłodzenia paliwa w zamkniętym układzie wysokiego ciśnienia.
Wiele wspomnianych zalet wynika z podziału dawki paliwa na kilka porcji. Ponieważ wszystkie rodzaje paliw do silników diesla charakteryzują się tzw. zwłoką zapłonu – zastosowanie małej dawki pilotażowej przed GMP pozwala na podanie dawki właściwej w obszar zapłonu dawki pilotażowej – przez co praca silnika jest bardziej miękka i cicha – przy zachowaniu wysokiej sprawności termodynamicznej silnika.
Silniki zasilane systemem common rail wymagają dobrej jakości oleju napędowego, wtryskiwacze pracują pod dużym ciśnieniem, każde zanieczyszczenie paliwa może przyczynić się do powstania uszkodzeń.

## Historia
Silniki common rail po raz pierwszy zastosowane zostały w aucie osobowym przez FIATa w modelach Alfa Romeo w silnikach JTD drugiej generacji, to jest od 1997 roku (spełniających normę EURO 3), a technologia jest powszechnie używana przez Fiata pod nazwą JTD oraz MultiJet.
Różni je nie tylko oznaczenie producenta (JTD, HDI, DCI, CDI, TDCI, CRDI, CDTI, CTDI czy TDI w modelach koncernu VW, który również zdecydował się na stosowanie systemu CR, także w jednostkach skonstruowanych jako silniki z pompowtryskiwaczami-np. 2.0 TDI), ale także generacja systemu. Obecnie najpowszechniej stosowany jest system Common Rail tzw. II generacji. Charakteryzuje się on ciśnieniem 1600 barów i wielofazowością wtrysku (do 7 faz, najczęściej 5). Powoli wchodzi do sprzedaży III generacja systemu zasilania CR, jednak obecnie (maj 2007) jeszcze rzadko stosowana (np. Audi w silniku 3.0 TDI – silnik ten jako drugi z grupy VW, ponieważ pierwszym jest 3.3 TDI, nie wykorzystuje pompowtryskiwaczy ze względu na twardą pracę i wysoki poziom hałasu oraz niższą kulturę pracy, Renault 2.0 dCi 175KM, a także 1.9 dCi 102KM, silnik koncernu PSA 1.6 (HDI, TDCI czy D – takie oznaczenie stosuje Volvo)). Również firma Toyota opracowała zaawansowany silnik oznaczony D4D. Pierwsza generacja CR już jest praktycznie niestosowana w nowych samochodach osobowych. Jednak na rynku wtórnym powszechnie spotyka się silniki Diesla zasilane tym systemem. Charakteryzuje się on ciśnieniem wtrysku rzędu 1350 barów.
System ten jest stosowany też do zasilania silników samochodów użytkowych.

## Akronimy
Producenci samochodów odnoszą się do systemu common rail poprzez własne oznaczania charakterystyczne dla danej marki/producenta:
- Ashok Leyland: CRS (używany w U Truck i autobusach E4)
- BharatBenz: 4d34i (używany w 914R i 1214R)
- BMW: D (również używany w Land Rover Freelander jako TD4)
- Chevrolet: VCDi (licencjonowany z VM Motori)
- Cummins i Scania: XPI (wyprodukowany w ramach współpracy)
- Cummins: CCR (Cummins z wtryskiwaczami Bosch)
- Daimler: CDI (w Chrysler Jeep jako CRD)
- Fiat Group (Fiat, Alfa Romeo i Lancia): JTD (znanych też jako MultiJet, JTDm, i dla producentów jako CDTi, TiD, TTiD, DDiS i Quadra-Jet)
- Ford Motor Company: TDCi (Duratorq i Powerstroke) (wyprodukowany w ramach współpracy z PSA)
- Honda: i-CTDi i i-DTEC
- Hyundai i Kia: CRDi
- IKCO: EFD
- Isuzu: iTEQ
- Komatsu: Tier3, Tier4, 4D95 i wyższe HPCR-seria
- Mahindra i Mahindra Limited: CRDe, DiCR, m2DiCR
- Mazda: MZR-CD i Skyactiv-D (produkowane wspólnie przez Ford i PSA Peugeot Citroen), a wcześniej DiTD
- Mitsubishi: DI-D (przede wszystkim niedawno opracowany silnik Mitsubishi 4N1)
- Nissan: dCi (Infiniti używa silników dCi, ale nie nazywa ich dCi)
- Opel: CDTI i CRI
- Proton: SCDi
- Stellantis: HDI lub HDi
- Renault: dCi (współpraca z Nissan)
- Saab: TiD, TTiD (konstrukcja Fiata, podzespoły GM)
- SsangYong: XDi (większość silników wytwarzane przez Daimler AG)
- Subaru: TD lub D (od czerwca 2008)
- Tata: DICOR i CR4
- Toyota: D-4D i D-Cat
- Volkswagen Group (Volkswagen, Audi, Seat i Skoda): TDI (nowsze modele używają Common Rail w przeciwieństwie do wcześniejszych modeli)
- Volvo: D i D5 (niektóre produkowane przez Ford i PSA), Volvo Penta silniki serii D.